# Plácido Polanco
Plácido Enrique Polanco, född den 10 oktober 1975 i Santo Domingo, är en dominikansk-amerikansk före detta professionell basebollspelare som spelade 16 säsonger i Major League Baseball (MLB) 1998–2013. Polanco var infielder, främst andrabasman och tredjebasman.
Polanco spelade för St. Louis Cardinals (1998–2002), Philadelphia Phillies (2002–2005), Detroit Tigers (2005–2009), Phillies igen (2010–2012) och Miami Marlins (2013). Han var främst känd som en defensivt mycket duktig infielder och vann tre Gold Glove Awards, priset till ligans bästa defensiva spelare på varje position, varav två som andrabasman och en som tredjebasman. Han blev den andra spelaren att vinna priset på mer än en position, efter Darin Erstad. Han har högst fielding % genom tiderna i MLB både som andrabasman (0,993) och som tredjebasman (0,983) bland alla spelare med minst 500 matcher på respektive position. Han har även MLB-rekord i fielding % (0,997) och lägst antal errors (två) bland andrabasmän under en säsong med minst 150 matcher på positionen (båda rekorden delas med Darwin Barney). Han blev 2007 den första andrabasmannen i MLB:s historia att spela en hel säsong med minst 100 matcher på positionen utan att göra en enda error. Hans 141 matcher i rad den säsongen utan en error är säsongsrekord för andrabasmän (delat med Darwin Barney) och det var en del av en längre svit som påbörjades året före och avslutades året efter, under vilken han spelade 186 raka matcher och hade 911 raka chances som andrabasman utan en error; även dessa två bedrifter är MLB-rekord.
Bland Polancos övriga meriter kan nämnas att han togs ut till två all star-matcher, utsågs till mest värdefulla spelare (MVP) i finalen i American League (ALCS) 2006, vann en Silver Slugger Award och flera säsonger var svårast att göra en strikeout på i ligan.

## Karriär

### College
Polanco bodde i Dominikanska republiken fram till 1992, då han som 17-åring flyttade till Miami i USA för att studera och spela baseboll vid Miami Dade Community College (MDC). Det var den före detta MLB-spelaren Manny Mota som tog med honom till USA och såg till att han fick provspela för MDC. Polanco tog en plats i truppen och utsågs till lagets MVP under det första året, varefter han draftades av Chicago White Sox som 1 357:e spelare totalt. Han valde dock att fortsätta vid MDC och utsågs även under andra året till lagets MVP.

### Major League Baseball

#### St. Louis Cardinals
Polanco draftades på nytt 1994, nu av St. Louis Cardinals, som 530:e spelare totalt. Han skrev på för klubben och fick en bonus på 7 000 dollar. Han hade då bara ett studentvisum och fick skaffa ett arbetsvisum för att kunna spela professionell baseboll. När han gjort det började han genast spela för Cardinals klubb i Arizona League, en farmarliga på den lägsta nivån (Rookie) inom Minor League Baseball. Där hann han med 32 matcher under vilka han nästan uteslutande användes som shortstop. Året efter flyttades han upp till Peoria Chiefs i Midwest League (A) och var med i 103 matcher. Hans slaggenomsnitt var 0,266, han slog två homeruns och hade 41 RBI:s (inslagna poäng). Återigen var han nästan bara shortstop. 1996 flyttades han upp ytterligare en nivå, till St. Petersburg Cardinals i Florida State League (Advanced A). På 137 matcher hade han ett slaggenomsnitt på 0,291, inga homeruns och 51 RBI:s. Hans 157 hits var bäst i ligan. Defensivt spelade han nu uteslutande som andrabasman. Året efter det var det dags för nästa nivå (AA), där han spelade 129 matcher för Arkansas Travelers i Texas League. Han hade exakt samma slaggenomsnitt och antal RBI:s som föregående säsong, men två homeruns i stället för noll. För andra året i rad var han enbart andrabasman.
Polanco inledde 1998 års säsong för Cardinals högsta farmarklubb Memphis Redbirds i Pacific Coast League (AAA), där han spelade 70 matcher med ett slaggenomsnitt på 0,280, en homerun och 21 RBI:s. I mitten av säsongen kallades han för första gången upp till moderklubben och gjorde sin debut i MLB den 3 juli i en match mot Cincinnati Reds. Hans första hit i MLB kom i hans andra match två dagar senare, också mot Cincinnati. Han spelade 45 matcher för Cardinals den säsongen, med ett slaggenomsnitt på 0,254, en homerun och elva RBI:s. Hans enda homerun, hans första i MLB, kom den 25 augusti i en match mot Florida Marlins. Trots att han alltså knappast var känd som någon homerun-kung var han den enda spelaren som var pinch hitter för Mark McGwire den säsongen, samma säsong som McGwire slog 70 homeruns och krossade det tidigare MLB-rekordet på 61 homeruns under en säsong. Från början användes han som andrabasman, men från slutet av juli fick han mest spela som shortstop.
Polanco tog 1999 för första gången en plats i Cardinals spelartrupp till säsongsinledningen och tillbringade huvuddelen av säsongen där, även om han också spelade 29 matcher för Memphis. För Cardinals blev det 88 matcher med ett slaggenomsnitt på 0,277, en homerun och 19 RBI:s. Defensivt fick han mest speltid som andrabasman. Nästföljande säsong spelade han uteslutande för Cardinals och gjorde 118 matcher. Han höjde sitt slaggenomsnitt till utmärkta 0,316 och satte även personliga rekord i de flesta övriga offensiva statistikkategorierna, inklusive homeruns (fem) och RBI:s (39). Med bara 26 strikeouts på 323 at bats började han visa sig vara svår att göra strikeout på. Cardinals gick till slutspel, men åkte ut i finalen i National League, National League Championship Series (NLCS), mot New York Mets. Polanco spelade sju matcher i slutspelet med ett slaggenomsnitt på 0,267, inga homeruns och tre RBI:s. I defensiven användes han under grundserien på alla fyra infieldpositionerna, men mest som andrabasman.
Polanco etablerade sig 2001 för första gången som ordinarie för Cardinals och spelade 144 matcher, nu mest som tredjebasman. Han bibehöll ett högt slaggenomsnitt (0,307), slog tre homeruns och hade 38 RBI:s. Han satte nya personliga rekord i bland annat poäng (87), hits (173), doubles (26), triples (fyra), walks (25) och stulna baser (tolv). Hans blott 43 strikeouts på 564 at bats gav 13,1 at bats per strikeout, sjätte bäst i National League, och hans 140 singles var tredje flest i ligan. I 20 olika matcher hade han minst tre hits, vilket var bäst i ligan, och han hade under en period i juli-augusti minst en hit i 20 raka matcher, längst svit i klubben. I slutspelet åkte Cardinals ut mot Arizona Diamondbacks i första omgången, National League Division Series (NLDS). Polanco spelade i alla fem matcherna i matchserien.
I slutet av juli 2002 bytte Cardinals bort Polanco, Bud Smith och Mike Timlin till Philadelphia Phillies i utbyte mot den framtida National Baseball Hall of Fame-medlemmen Scott Rolen och Doug Nickle. Fram till dess hade han ett slaggenomsnitt på 0,284, fem homeruns och 27 RBI:s på 94 matcher, mest som tredjebasman.

#### Philadelphia Phillies

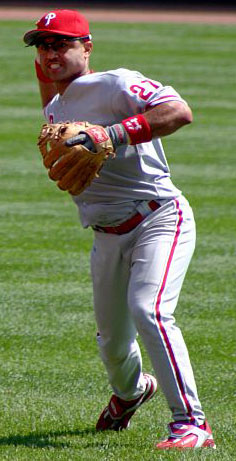
Polanco i Philadelphia Phillies dräkt under en match 2004.

Under resten av säsongen spelade Polanco 53 matcher för Philadelphia, med ett slaggenomsnitt på 0,296, fyra homeruns och 22 RBI:s. Han användes enbart som tredjebasman. Totalt under 2002 års säsong gav detta ett slaggenomsnitt på 0,288, nio homeruns och 49 RBI:s på 147 matcher. Förutom i homeruns och RBI:s satte han personliga rekord i bland annat doubles (32) och walks (26). Han hade vidare 13,4 at bats per strikeout (41 strikeouts på 548 at bats), vilket var fjärde bäst i National League. Hans fielding % på 0,978 var näst bäst bland tredjebasmän i ligan.
När Philadelphia skrev kontrakt med tredjebasmannen David Bell inför 2003 års säsong flyttades Polanco till positionen som andrabasman. Han var skadad under andra halvan av april i ett finger på höger hand efter en hit by pitch och igen under första halvan av september i vänster lår. Det blev därför bara 122 matcher den säsongen, men trots det satte han personliga rekord i homeruns (14), RBI:s (63), walks (42) och stulna baser (14) samt tangerade rekordet i poäng (87). Slaggenomsnittet var 0,289 och det blev även nya personliga rekord i on-base % (0,352), slugging % (0,447) och on-base plus slugging (OPS) (0,799). Han hade något fler strikeouts än föregående säsong (38 stycken på 492 at bats eller 12,9 at bats per strikeout), men var ändå tredje svårast att göra strikeout på i National League.
Polanco fortsatte som Phillies ordinarie andrabasman 2004. Han missade en månads spel mellan början av maj och början av juni med en muskelbristning i ena låret och spelade därför bara 126 matcher. Han satte ändå personligt rekord med 17 homeruns, vilket skulle visa sig vara hans högsta antal under karriären. Hans slaggenomsnitt var 0,298 och han hade 55 RBI:s. För andra året i rad hade han 12,9 at bats per strikeout (39 strikeouts på 503 at bats), vilket var sjunde bäst i National League, och defensivt hade han bäst fielding % (0,995) bland alla andrabasmän i ligan. Efter säsongen blev han free agent för första gången, men skrev på för Phillies igen i form av ett ettårskontrakt värt 4,6 miljoner dollar.
Polanco fick mindre speltid 2005 då Philadelphia också hade andrabasmannen Chase Utley. Polanco fick bara starta på andra bas när motståndarna hade en vänsterhänt pitcher, och han fick även spela en del som tredjebasman och leftfielder. I början av juni bytte Phillies bort honom till Detroit Tigers i utbyte mot Ugueth Urbina och Ramón Martínez. Fram till dess hade han spelat 43 matcher för Phillies med ett slaggenomsnitt på 0,316, tre homeruns och 20 RBI:s.

#### Detroit Tigers
Polanco blev Tigers ordinarie andrabasman och efter mindre än två månader kom han och klubben överens om att förlänga hans kontrakt fyra år till, till och med 2009, för 18,4 miljoner dollar. Han spelade 86 matcher för Detroit under resten av 2005 års säsong (han var skadad ett par veckor i juli). Hans slaggenomsnitt för Detroit var utmärkta 0,338 och han slog sex homeruns och hade 36 RBI:s. Sammantaget för Phillies och Tigers var motsvarande siffror 0,331, nio och 56 på 129 matcher. Slaggenomsnittet var näst bäst i hela MLB och nytt personligt rekord, vilket han även satte i on-base % (0,383), OPS (0,830) och i hans paradgren at bats per strikeout (20,0 eller 25 strikeouts på 501 at bats), där han var bäst i hela MLB.
Under försäsongsträningen 2006 deltog Polanco i World Baseball Classic (se nedan). Den 19 april, i en match mot Oakland Athletics, nådde han milstolpen 1 000 hits i grundserien under karriären. I mitten av augusti slog han vänster axel ur led i en match mot Boston Red Sox och var borta från spel i en dryg månad. Under grundserien spelade han 110 matcher med ett slaggenomsnitt på 0,295, fyra homeruns och 52 RBI:s. Han hade bara 27 strikeouts på 461 at bats, vilket gav 17,1 at bats per strikeout. Han hade egentligen för få plate appearances för att rankas i genomsnittskategorier (495; det krävdes 502), men även om man skulle lägga till sju strikeouts på sju at bats och få fram 13,8 at bats per strikeout var han ändå bäst i American League. Han var tillbaka från axelskadan just före det att slutspelet skulle börja, hans första sedan 2001, och där spelade han en avgörande roll när Detroit tog sig hela vägen till World Series för första gången sedan 1984. I första omgången, ALDS mot New York Yankees, hade han ett slaggenomsnitt på 0,412 och i nästa omgång, ALCS mot Oakland Athletics, var det hela 0,529, vilket ledde till att han utsågs till mest värdefulla spelare (MVP) i ALCS. I World Series mot St. Louis Cardinals, hans första klubb i MLB, gick det dock inte alls bra för Polanco, som inte hade en enda hit på 17 at bats när Detroit förlorade med 1–4 i matcher.

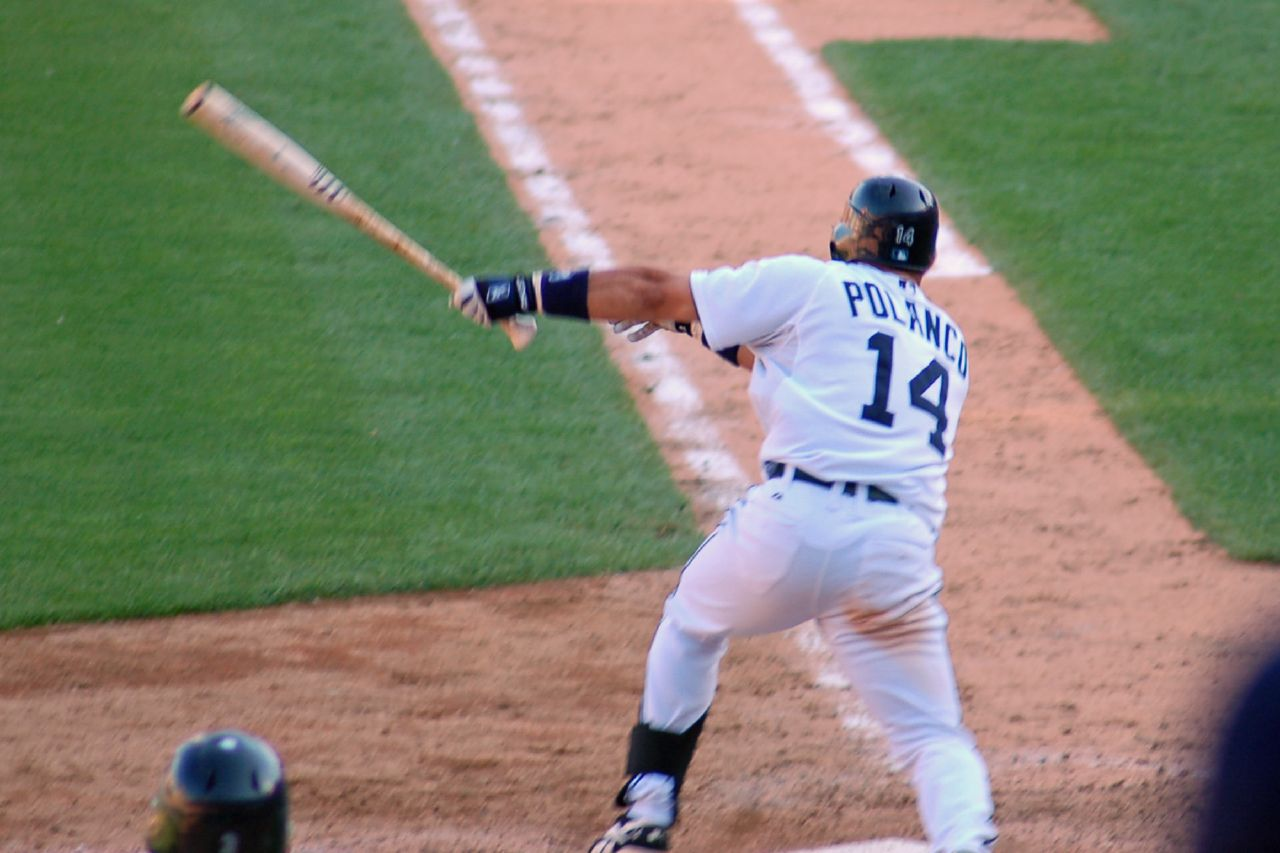
Polanco i Detroit Tigers dräkt under en match i juni 2007.

Polancos bästa säsong individuellt var 2007, då han även för första gången togs ut till all star-matchen i juli, där han blev framröstad att starta matchen som andrabasman i American Leagues lag. Offensivt nådde han under de 142 matcher som han spelade de högsta resultaten under hela karriären i slaggenomsnitt (0,341), poäng (105), hits (200), total bases (269), doubles (36), on-base % (0,388), slugging % (0,458) och OPS (0,846). Hans 67 RBI:s var bäst dittills i karriären och han slog nio homeruns. Slaggenomsnittet var tredje bäst i American League liksom antalet singles (152) och antalet hits var femte bäst. Han var bäst i hela MLB med 19,6 at bats per strikeout (30 strikeouts på 587 at bats). Han belönades för dessa bedrifter med att vinna sin första och enda Silver Slugger Award, priset till ligans bästa offensiva spelare på varje position. På den defensiva sidan gjorde Polanco inte en enda error på hela säsongen, vilket ingen annan andrabasman med minst 100 matcher på positionen hade klarat av tidigare i MLB:s historia. Ingen andrabasman i MLB hade heller tidigare spelat 141 matcher i rad under en säsong utan en error (bedriften kopierades 2012 av Darwin Barney). Under säsongen slog han två MLB-rekord för andrabasmän som satts av Luis Castillo tidigare samma säsong – dels den 31 juli då han skötte sin 648:e raka chance utan en error och dels den 13 augusti då han spelade sin 144:e raka match utan en error (hans närmast föregående error kom den 1 juli 2006). Han erhöll efter säsongen sin första Gold Glove Award, priset till ligans bästa defensiva spelare på varje position.
Under 2008 spelade Polanco 141 matcher med ett slaggenomsnitt på 0,307, åtta homeruns och 58 RBI:s. Slaggenomsnittet var nionde bäst i American League och hans 13,5 at bats per strikeout (43 strikeouts på 580 at bats) var bäst i ligan. Den 8 april gjorde han sin första error sedan den 1 juli 2006 och fastställde därmed två nya MLB-rekord – 186 raka matcher och 911 raka chances som andrabasman utan en error. Han hade under säsongen flest putouts (323) bland alla andrabasmän i American League.
2009 var ännu en säsong då Polanco satte MLB-rekord i det defensiva spelet. Han hade bara två errors och en fielding % på 0,997 (två errors på 731 chances), och båda dessa prestationer var rekord för andrabasmän med minst 150 matcher på positionen under en säsong (båda rekorden tangerades av Darwin Barney 2012). För andra gången på tre år vann Polanco en Gold Glove Award som American Leagues defensivt bästa andrabasman. Bara två Tigers-infielders hade tidigare vunnit mer än en Gold Glove Award. Offensivt hade han ett slaggenomsnitt på 0,285, tio homeruns och 72 RBI:s på 153 matcher. Både i RBI:s och matcher satte han personliga rekord. Vidare var han näst bäst i American League med 13,4 at bats per strikeout (46 strikeouts på 618 at bats). Detroit missade slutspelet med minsta möjliga marginal efter att ha förlorat den 163:e och helt avgörande matchen mot Minnesota Twins efter förlängning. Efter säsongen blev Polanco free agent.

#### Philadelphia Phillies igen
Inför 2010 års säsong skrev Polanco på ett treårskontrakt värt 18 miljoner dollar med sin gamla klubb Philadelphia Phillies, där han skulle användas som tredjebasman för första gången sedan 2005. Kontraktet innehöll även en möjlighet för båda parter att förlänga det med ett år till för 5,5 miljoner dollar och om Phillies inte ville göra det fick man köpa ut honom för en miljon dollar. Under hans första säsong tillbaka i Phillies var Polanco skadad i vänster armbåge i en knapp månad från slutet av juni. Under grundserien hade han ett slaggenomsnitt på 0,298, sex homeruns och 52 RBI:s på 132 matcher. Med 130 singles var han tvåa i National League och det var han även med 11,8 at bats per strikeout (47 strikeouts på 554 at bats). Defensivt hade han högst fielding % (0,986) bland alla tredjebasmän i National League. I slutspelet spelade Polanco åtta matcher med ett slaggenomsnitt på 0,207, inga homeruns och fem RBI:s när Philadelphia nådde finalen i National League (NLCS), men förlorade mot San Francisco Giants med 2–4 i matcher.

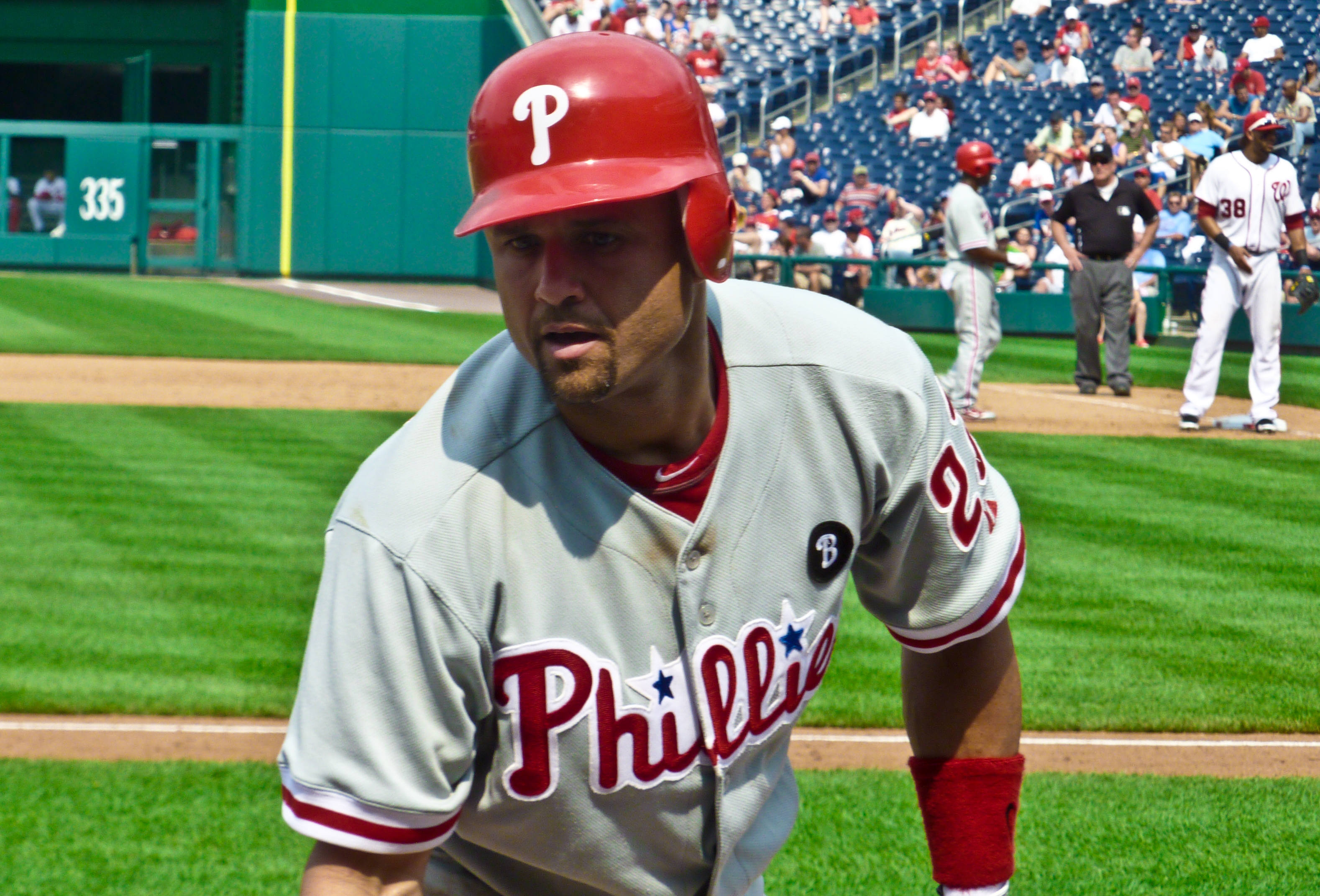
Polanco i Philadelphia Phillies dräkt under en match i juni 2011.

Polanco inledde 2011 års säsong starkt och röstades för andra gången under karriären fram till att starta all star-matchen, denna gång som tredjebasman i National Leagues lag, men kunde inte delta på grund av en ryggskada som försatte honom ur spel under större delen av juli. Han var skadad igen i augusti, nu var det ett sportbråck som besvärade honom. Han kom därför bara upp i 122 matcher i grundserien, under vilka han hade ett slaggenomsnitt på 0,277, fem homeruns och 50 RBI:s. Slaggenomsnittet var hans sämsta sedan debutsäsongen 1998, men han var tredje bäst i National League med 10,7 at bats per strikeout (44 strikeouts på 469 at bats). I det defensiva spelet höll han fortfarande högsta klass – han hade för andra året i rad högst fielding % (0,977) bland alla tredjebasmän i National League och var även bäst i ligan på positionen i assists (259). Phillies vann 102 matcher under grundserien, nytt klubbrekord, men förlorade överraskande direkt i första slutspelsomgången (NLDS) mot St. Louis Cardinals med 2–3 i matcher. Polanco spelade alla fem matcherna, men hade ett slaggenomsnitt på bara 0,105. Han vann efter säsongens slut sin tredje Gold Glove Award, den första som tredjebasman. Bara Darin Erstad hade tidigare i prisets historia vunnit Gold Glove Awards på mer än en position.
Polancos offensiva produktion föll ytterligare under 2012, då han även fortsatte att vara skadedrabbad. I slutet av juli hamnade han på skadelistan med ryggbesvär och missade en månads spel. Bara ett par veckor efter comebacken återkom dock skadan och han missade den sista månaden av säsongen. Detta ledde till att han bara spelade 90 matcher, det lägsta antalet sedan 1999 då han fortfarande inte var en ordinarie spelare. Slaggenomsnittet blev bara 0,257, marginellt bättre än hans tidigare bottennotering på 0,254 från debutsäsongen 1998, och han hade bara två homeruns och 19 RBI:s. En ljuspunkt var att han den 14 maj i en match mot Houston Astros slog sin 2 000:e hit i grundserien under karriären. Efter säsongen valde Phillies att inte förlänga kontraktet med Polanco utan köpte i stället ut honom för en miljon dollar, och han blev då free agent igen.

#### Miami Marlins

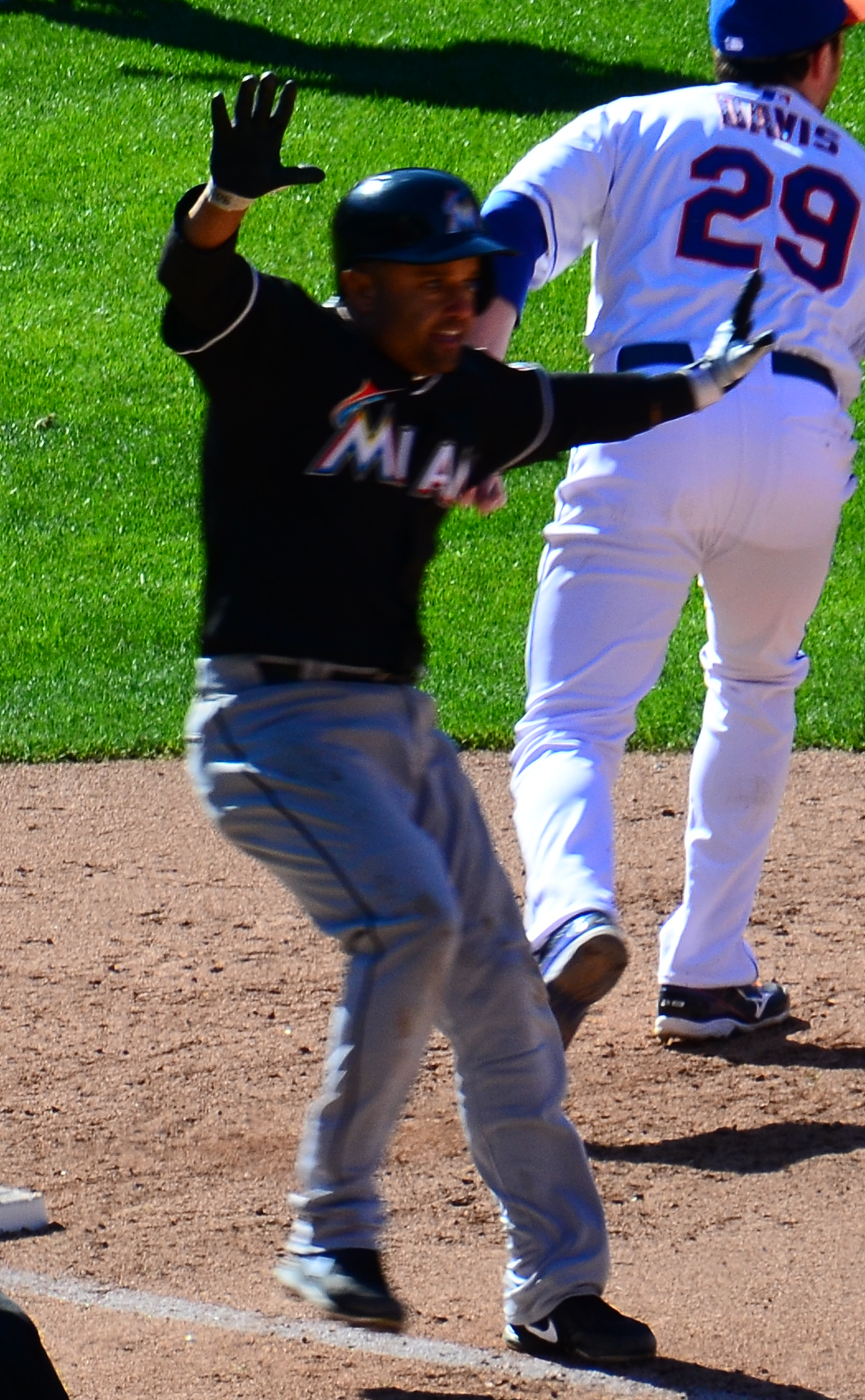
Polanco spelade för Miami Marlins under hans sista säsong 2013.

I december 2012 skrev Polanco på ett ettårskontrakt värt 2,75 miljoner dollar med Miami Marlins, där han skulle fortsätta som tredjebasman. Den 29 juni 2013, i en match mot San Diego Padres, nådde han milstolpen 1 000 poäng i grundserien under karriären. Han träffades olyckligt i huvudet av en fastball från en motståndares pitcher i mitten av augusti, en så kallad hit by pitch. Han drabbades av en hjärnskakning och hamnade på skadelistan i sju dagar. Sett över hela 2013 års säsong hade Polanco ett slaggenomsnitt på 0,260, en homerun och 23 RBI:s på 118 matcher. Som tredjebasman hade han för tredje gången på fyra år högst fielding % (0,990) i National League. Efter säsongen blev han free agent igen.
Polanco lyckades därefter inte hitta någon klubb som var intresserad av hans tjänster och i augusti 2016 avslutade han officiellt sin karriär under en ceremoni i Philadelphia Phillies hemmaarena Citizens Bank Park.

### Internationellt
Polanco representerade Dominikanska republiken vid World Baseball Classic 2006. Han hade tredje bästa slaggenomsnittet i turneringen (0,500) och hjälpte laget till en fjärdeplats. När turneringen spelades tre år senare valde han att inte delta utan fokusera på sitt jobb hos Detroit Tigers, där han bara hade ett år kvar på kontraktet.

## Spelstil
Polanco var ovanligt kort (175 centimeter) för att vara en all star-spelare i MLB. Han slog få homeruns, mest singles, men hade å andra sidan väldigt få strikeouts. Han hade inte heller särskilt många walks. Han var med andra ord en typisk så kallad "contact hitter", alltså en slagman som allt som oftast satte bollen i spel. 2009 satte han till exempel bollen i spel vid 84 % av sina plate appearances, den högsta andelen den säsongen i American League.

## Efter karriären
Polanco fick i slutet av 2018 arbete för Los Angeles Dodgers, innebärande att han åkte runt till klubbens olika farmarklubbar och hjälpte till att instruera spelare.
När man 2019 för första gången kunde rösta på Polanco till National Baseball Hall of Fame fick han två röster, långt ifrån vad som krävdes för att bli invald och inte heller tillräckligt för att få vara kvar på röstsedeln kommande år.

## Privatliv
Polanco och hans fru Lily har en dotter, Aide Rose, och en son, Ishmael.
Polanco är nära vän med den tidigare klubbkamraten Albert Pujols, och Pujols är gudfar till Polancos son.
Polanco blev amerikansk medborgare i juli 2008 under en ceremoni i hans dåvarande klubb Detroit Tigers hemmaarena Comerica Park före en match mot Cleveland Indians. Han bar sin Tigers-dräkt under ceremonin.

## Statistik

### Major League Baseball

#### Grundserien
| År             | Klubb          | M     | PA    | AB    | R     | H     | XBH | TB    | 2B  | 3B | HR  | RBI | BB  | IBB | SO  | HBP | SB | CS | AVG   | OBP   | SLG   | OPS   |
| -------------- | -------------- | ----- | ----- | ----- | ----- | ----- | --- | ----- | --- | -- | --- | --- | --- | --- | --- | --- | -- | -- | ----- | ----- | ----- | ----- |
| 1998           | STL            | 45    | 122   | 114   | 10    | 29    | 6   | 39    | 3   | 2  | 1   | 11  | 5   | 0   | 9   | 1   | 2  | 0  | 0,254 | 0,292 | 0,342 | 0,634 |
| 1999           | STL            | 88    | 240   | 220   | 24    | 61    | 13  | 79    | 9   | 3  | 1   | 19  | 15  | 1   | 24  | 0   | 1  | 3  | 0,277 | 0,321 | 0,359 | 0,680 |
| 2000           | STL            | 118   | 350   | 323   | 50    | 102   | 20  | 135   | 12  | 3  | 5   | 39  | 16  | 0   | 26  | 1   | 4  | 4  | 0,316 | 0,347 | 0,418 | 0,765 |
| 2001           | STL            | 144   | 610   | 564   | 87    | 173   | 33  | 216   | 26  | 4  | 3   | 38  | 25  | 0   | 43  | 6   | 12 | 3  | 0,307 | 0,342 | 0,383 | 0,725 |
| 2002           | STL (del)      | 94    | 367   | 342   | 47    | 97    | 25  | 133   | 19  | 1  | 5   | 27  | 12  | 1   | 27  | 4   | 3  | 1  | 0,284 | 0,316 | 0,389 | 0,705 |
| 2002           | PHI (del)      | 53    | 228   | 206   | 28    | 61    | 18  | 88    | 13  | 1  | 4   | 22  | 14  | 0   | 14  | 4   | 2  | 2  | 0,296 | 0,353 | 0,427 | 0,780 |
| 2002           | TOT            | 147   | 595   | 548   | 75    | 158   | 43  | 221   | 32  | 2  | 9   | 49  | 26  | 1   | 41  | 8   | 5  | 3  | 0,288 | 0,330 | 0,403 | 0,733 |
| 2003           | PHI            | 122   | 554   | 492   | 87    | 142   | 47  | 220   | 30  | 3  | 14  | 63  | 42  | 1   | 38  | 8   | 14 | 2  | 0,289 | 0,352 | 0,447 | 0,799 |
| 2004           | PHI            | 126   | 555   | 503   | 74    | 150   | 38  | 222   | 21  | 0  | 17  | 55  | 27  | 0   | 39  | 12  | 7  | 4  | 0,298 | 0,345 | 0,441 | 0,786 |
| 2005           | PHI (del)      | 43    | 173   | 158   | 26    | 50    | 10  | 66    | 7   | 0  | 3   | 20  | 12  | 0   | 9   | 3   | 0  | 0  | 0,316 | 0,376 | 0,418 | 0,793 |
| 2005           | DET (del)      | 86    | 378   | 343   | 58    | 116   | 28  | 158   | 20  | 2  | 6   | 36  | 21  | 0   | 16  | 8   | 4  | 3  | 0,338 | 0,386 | 0,461 | 0,846 |
| 2005           | TOT            | 129   | 551   | 501   | 84    | 166   | 38  | 224   | 27  | 2  | 9   | 56  | 33  | 0   | 25  | 11  | 4  | 3  | 0,331 | 0,383 | 0,447 | 0,830 |
| 2006           | DET            | 110   | 495   | 461   | 58    | 136   | 23  | 168   | 18  | 1  | 4   | 52  | 17  | 0   | 27  | 7   | 1  | 2  | 0,295 | 0,329 | 0,364 | 0,693 |
| 2007           | DET            | 142   | 641   | 587   | 105   | 200   | 48  | 269   | 36  | 3  | 9   | 67  | 37  | 3   | 30  | 11  | 7  | 3  | 0,341 | 0,388 | 0,458 | 0,846 |
| 2008           | DET            | 141   | 629   | 580   | 90    | 178   | 45  | 242   | 34  | 3  | 8   | 58  | 35  | 2   | 43  | 6   | 7  | 1  | 0,307 | 0,350 | 0,417 | 0,768 |
| 2009           | DET            | 153   | 676   | 618   | 82    | 176   | 45  | 245   | 31  | 4  | 10  | 72  | 36  | 2   | 46  | 9   | 7  | 2  | 0,285 | 0,331 | 0,396 | 0,727 |
| 2010           | PHI            | 132   | 602   | 554   | 76    | 165   | 35  | 214   | 27  | 2  | 6   | 52  | 32  | 1   | 47  | 7   | 5  | 0  | 0,298 | 0,339 | 0,386 | 0,726 |
| 2011           | PHI            | 122   | 523   | 469   | 46    | 130   | 19  | 159   | 14  | 0  | 5   | 50  | 42  | 0   | 44  | 3   | 3  | 0  | 0,277 | 0,335 | 0,339 | 0,674 |
| 2012           | PHI            | 90    | 328   | 303   | 28    | 78    | 17  | 99    | 15  | 0  | 2   | 19  | 18  | 1   | 25  | 2   | 0  | 0  | 0,257 | 0,302 | 0,327 | 0,629 |
| 2013           | MIA            | 118   | 416   | 377   | 33    | 98    | 14  | 114   | 13  | 0  | 1   | 23  | 23  | 1   | 31  | 9   | 2  | 0  | 0,260 | 0,315 | 0,302 | 0,617 |
| Totalt (16 år) | Totalt (16 år) | 1 927 | 7 887 | 7 214 | 1 009 | 2 142 | 484 | 2 866 | 348 | 32 | 104 | 723 | 429 | 13  | 538 | 101 | 81 | 30 | 0,297 | 0,343 | 0,397 | 0,740 |

#### Slutspelet
| År            | Klubb         | M  | PA  | AB  | R  | H  | XBH | TB | 2B | 3B | HR | RBI | BB | IBB | SO | HBP | SB | CS | AVG   | OBP   | SLG   | OPS   |
| ------------- | ------------- | -- | --- | --- | -- | -- | --- | -- | -- | -- | -- | --- | -- | --- | -- | --- | -- | -- | ----- | ----- | ----- | ----- |
| 2000          | STL           | 7  | 18  | 15  | 1  | 4  | 0   | 4  | 0  | 0  | 0  | 3   | 3  | 1   | 1  | 0   | 1  | 0  | 0,267 | 0,389 | 0,267 | 0,656 |
| 2001          | STL           | 5  | 20  | 15  | 1  | 4  | 0   | 4  | 0  | 0  | 0  | 1   | 1  | 0   | 1  | 0   | 1  | 0  | 0,267 | 0,294 | 0,267 | 0,561 |
| 2006          | DET           | 13 | 56  | 51  | 5  | 16 | 2   | 18 | 2  | 0  | 0  | 4   | 4  | 1   | 3  | 1   | 0  | 1  | 0,314 | 0,375 | 0,353 | 0,728 |
| 2010          | PHI           | 8  | 34  | 29  | 4  | 6  | 2   | 8  | 2  | 0  | 0  | 5   | 3  | 0   | 1  | 1   | 1  | 0  | 0,207 | 0,294 | 0,276 | 0,570 |
| 2011          | PHI           | 5  | 19  | 19  | 0  | 2  | 0   | 2  | 0  | 0  | 0  | 0   | 0  | 0   | 3  | 0   | 0  | 0  | 0,105 | 0,105 | 0,105 | 0,211 |
| Totalt (5 år) | Totalt (5 år) | 38 | 147 | 129 | 11 | 32 | 4   | 36 | 4  | 0  | 0  | 13  | 11 | 2   | 9  | 2   | 3  | 1  | 0,248 | 0,313 | 0,279 | 0,592 |